# Pomnik ku czci ocalenia Aleksandra III w Zaczerlanach
Pomnik ku czci ocalenia Aleksandra III w Zaczerlanach – jeden z pamiątkowych obelisków wzniesionych po katastrofie kolejowej w Borkach, w której zniszczeniu uległ carski pociąg, lecz rodzina cara Aleksandra III wyszła z wypadku bez szwanku.
Pomnik ma formę granitowego obelisku zwieńczonego krzyżem z żeliwa. Na pomniku znajdowała się nieznana ikona. Poniżej ikony zlokalizowano dwie tablice pamiątkowe, na których znalazły się cyryliczne inskrypcje:
| ГОСПОДУ БОГУ БЛАГОДАРНЫЕ ВѢРНОПОДАННЫЕ Въ ПАМЯТь ЧУДЕСНОГО СПАСѢНІЯ ГОСУДАРЯ ИМПЕРАТОРА АЛЕКСАНДРА III-ГО 17 ОКТЯБРЯ 1888 ГОДА Въ НАЗИДАНІЕ ПОТОМСТВУ СООРУЖЕНъ 1890 ГОДА СЕНТЯБРЯ 7 ЧИСЛА. |

| ЗА ЗДОРОВьЕ КРЕСТьЯНъ ДЕРЕВНИИ ЗАЧЕРЛЯНЫ |

Na większej z tablic umieszczono napis: Panu Bogu wdzięczni wierni poddani na pamiątkę cudownego ocalenia monarchy imperatora Aleksandra III 17 października 1888 roku na dobry przykład potomnym. Pomnik wzniesiono 7 września 1890 roku. Mniejsza zaś zawiera napis: Za zdrowie mieszkańców wsi Zaczerlany.
Obelisk zachował się do naszych czasów uszkodzony – bez ikony. Pozostaje pod opieką mieszkańców Ośrodka Resocjalizacji „Monaru” w Zaczerlanach (pomnik stoi na granicy posesji ośrodka).
Pomnik ku czci ocalenia Aleksandra III wzniesiono również w Augustowie. W Ostrowi Mazowieckiej powstała wotywna figura Matki Boskiej Łaskawej przed kościołem Wniebowzięcia NMP. 